# 太陽神殿2
《太陽神殿2》是一個益智動作電腦遊戲，該遊戲的發行公司為MumboJumbo，於2006年首次發行，這個遊戲也是太陽神殿系列中的其中一個遊戲，此版本為第二集，該系列的第一集是於2005年發行的。這個遊戲在某些網站上可以直接進行線上遊戲，而非線上遊戲版本則可以運行在Microsoft Windows、Xbox 360和Mac OS X上。
這個遊戲的Xbox 360版本則是在2007年4月4日發行的，並且可以在Xbox Live Arcade上看到它。這個遊戲也可以直接在Xbox 360上的Xbox Live Marketplace用800元的微軟積分購買。
至於這個版本和之前的第一集最大的差異就在，這一集改善了圖形顯示，也增加了不少的3D立體感等等。

## 玩法

太陽神殿 2 螢幕截圖

這個遊戲的破關方法就是要玩家透過下方的發射器發射出各種顏色的魔法球到遊戲中的球列上，每三個或以上的相同顏色配對就會爆炸並消失，玩家必須一直持續消滅出現的球列，直至遊戲結束為止。下方的發射器可以左右移動以調整發射方向，使魔法球能順利進入欲進入的球列中。發射器中的球就代表這一次發射出去的球的顏色，而其左右下方的小球顏色則代表下一顆即將出現的球的顏色，玩家可以透過按下滑鼠右鍵來更換顏色（只能互換目前的球的顏色和下一個球的顏色）。
在遊戲中，球列會由末端的金龜子向前不斷推進，如果玩家在消滅所有的球之前，讓任何一個球列進入了遊戲中的金字塔裡面，剩下所有的球都會被吸進去，而這個時候玩家就必須重新開始這一個關卡，並會損失一條命。如果玩家成功破解完一個球列，另一個球列又會跟著出現，直至下方的顯示列從紅色變為金色，則代表該關卡的所有球列都已經消滅完畢，不會再有下一個球列出現。
在這一集中，總共有八十八個關卡，還附加了十四個額外關卡，每一關的難度會愈變愈高。在「故事模式」中，玩家可以得到一個頭銜，前提是玩家必須達到或破玩遊戲的一些標準，方可獲取。除此以外，故事模式還分為三種難度：簡單、中等和困難，難度愈高的關卡所得的分數就會愈高，且能幫助玩家得到更高階的頭銜。

## 獎勵及得分
玩家在進行遊戲時，只要消滅掉數量多於三個球的配對，就有可能會掉落一種叫做「生命之符硬幣」的物品，玩家可以收集這個物品來換取一條命，每達到一定數量的硬幣後，就可以得到一條命。玩家在消滅掉一個球列後，也會掉出數顆寶石和硬幣，其數量要視玩家終結這個球列的地點，若這個地點距離金字塔愈遠，則掉出來的寶石和硬幣數量就會較多。另外，在玩家結束關卡的時候，會有一隻金龜子從金字塔中跑出來，每經過關卡總長度的15%，就會掉出一個硬幣，直到金龜子跑到玩家結束最後一個球列的地點為止（同時該關卡的寶石獎勵也會隨著掉落）。得分的部分，只要玩家消滅一組配對，就會得到分數，基本上是一顆球得到一百分的分數（如果玩家選擇的難度較高，所得的分數就會較多）。
另外，每破玩一個大關，遊戲就會讓玩家進行一個「獎勵關卡」，這個獎勵關卡的球列並沒有確實的路線，且會從四面八方跑出來，而此關沒有金字塔，因此也不會喪失生命。此模式完全以法老的針來消滅球列，因此可以較輕易的消滅球列。

## 特殊能力球
在遊戲中，每達到一個遊戲的標準，球列中就會隨機掉下一個特殊能力球，通常這些能力球能夠幫助玩家較快速完成關卡。但是要能使用這些掉下來的特殊能力球的前提就是玩家必須要準確的接到這個球，才能真正的發揮其效力。在第二集中，總共有十三種特殊能力球，其中有五種是第一集沒有出現過的（底下標示為紅色的）。
- 退後球

可以使遊戲中當前的所有球列退後一段距離。
- 慢速球

可以使遊戲中當前的所有球列減慢速度。
- 停止球

可以使遊戲中當前的所有球列暫時靜止不動。
- 法眼球

它會使發射器投射出一道光芒，以讓玩家能夠準確的發射到欲發射的位置，並且會加快發射的速度。
- 顏色消除球

可以使遊戲中當前的所有球列中的單一顏色球全部消除，至於消除的顏色決定在掉落的顏色消除球上方圖示的顏色。
- 閃電球

可以一次消除掉一直排的所有球。
- 爆炸球

可以消除掉一定範圍內的所有球。
- 彩色球

可以當作各種顏色的球，只要不是發射在首端或者是末端，其兩邊只要有組成配對的球都會消失。
- 蠍子球

會從該關卡的金字塔中跑出一隻蠍子，這隻蠍子會消滅掉接近金字塔的前幾顆球。
- 隨機閃電球

會隨機射下幾個閃電，來消除目前球列中的球。
- 法老的針

可以使接下來的幾個發射物品變成一個針狀物，凡是碰到這個針的球就會被消滅。
- 彩色迷霧球

可以使固定範圍內的所有球變成相同的顏色，至於變成的顏色決定在掉落的彩色迷霧球上方圖示的顏色。
- 天神網

可以使關卡下方出現一個網子，這個網子會接住所有遊戲中掉下來的錢或寶石或其它的特殊能力球。